# The Man Who Came Back (film, 2008)
Pour plus de détails, voir Fiche technique et Distribution.
The Man Who Came Back est un western américain réalisé en 2008 par Glen Pitre. Réalisé dans le sud de la Louisiane, il est inspiré par les grèves de 1887 dans quatre paroisses et le massacre (en) de Thibodaux.

## Synopsis
Après la guerre de sécession, les propriétaires blancs continuent de faire sentir leur pouvoir sur leurs ouvriers noirs, anciens esclaves. Ils élèvent les prix des denrées, ce qui oblige les noirs à s'endetter sans aucune perspective de s'en sortir. Une grève éclate cependant, et certains vont habiter dans la forêt. Les propriétaires s'organisent et pendent l'un des grévistes. Révolté par ce comportement, Reese Paxton, un ancien soldat spécial de l'armée confédérée, demande justice, mais il est condamné dans un simulacre de procès. Sur le chemin du bagne, il assiste à l'assassinat de son fils et au viol de son épouse par ses gardiens sous le regard de certains propriétaires. Il s'évadera et reviendra se venger.

## Enracinement historique
L'événement dont s'inspire ce film, le massacre de Thibodaux, est le point de rupture d'une vaste grève dans l'industrie du sucre de canne, lorsque des ouvriers des plantations arrêtèrent le travail. Une force para-militaire organisée par les propriétaires intervint et, selon les sources, massacra entre 25 et 300 victimes.

## Critique
Le film, un peu décevant pour les habitués de Glen Pitre, mélange le parcours personnel d'un ancien soldat des forces spéciales de l'armée confédérée avec les événements historiques de la grève, au point que l'on ne sait plus bien dans le scénario la raison précise du massacre : les attaquants sont-ils à la recherche de Paxton ou ont-ils tout organisé pour en découdre avec les grévistes ?
Si l'acteur principal est assez crédible, les autres personnages sont tout juste ébauchés : le shérif corrompu (Billy Zane) introduit quelques effets comiques, mais son langage est trop anachronique ; la femme du propriétaire du moulin (Sean Young) est trop caricaturale dans son amour de l'argent ; l'homme de main des propriétaires (Armand Assante) dérape dans la violence sexuelle sans aucune approche psychologique.
Le film n'est pas sorti en salle, mais a été projeté au festival du film de le Nouvelle-Orléans (en) en octobre 2008.

## Fiche technique
- Réalisateur : Glen Pitre
- Scénario : Glen Pitre, Chuck Walker
- Producteurs : Michelle Benoit, Stephen Bowen, Sam Cable, Chuck Walker, pour Anchor Bay Entertainment et Grindstone films
- Musique : Phil Marshall
- Photographie : Stoeps Langensteiner
- Montage : Matthew Booth, Simon Carmody
- Date de publication : 9 septembre 2008
- Durée : 112 min

## Distribution
- Eric Braeden : Reese Paxton
- Billy Zane : Ezra
- George Kennedy : Duke, propriétaire et juge
- Armand Assante : Amos, homme de main
- Sean Young : Kate, épouse du propriétaire du moulin
- Carol Alt : Angelique Paxton
- James Patrick Stuart : Billy Duke, fils du juge
- Ken Norton : Grandpa
- Peter Jason : responsable du bagne
- Jennifer O'Dell : Elena, prostituée

## Source de la traduction
- (en) Cet article est partiellement ou en totalité issu de l’article de Wikipédia en anglais intitulé « The Man Who Came Back (2008 film) » (voir la liste des auteurs).